# Trichomanes cordifolium
Trichomanes cordifolium là một loài thực vật có mạch trong họ Hymenophyllaceae. Loài này được (Fée) Alston miêu tả khoa học đầu tiên năm 1932.